# Mañana puede ser verdad
Mañana puede ser verdad es una serie de televisión española, dirigida por Narciso Ibáñez Serrador y emitida a partir de 1964 por Televisión Española.

## Historia
La serie fue creada en 1961 por Narciso Ibáñez Serrador en colaboración con su padre, Narciso Ibáñez Menta y comenzó su emisión por Canal 7 de Argentina en agosto de 1962 con el episodio El hombre que perdió su risa. Los episodios fueron dirigidos alternativamente entre padre e hijo, de manera que cuando actuaba uno, dirigía el otro.
Se trataba de un ciclo que abordaba la ciencia ficción tan en boga por aquel entonces en Estados Unidos y Europa, y adaptaba relatos de maestros del género como Ray Bradbury, Heinlein, Mann Rubin, entre los extranjeros. y Agustín Cuzzani y Dalmiro Sáenz entre los argentinos. Uno de los episodios más célebres fue Los Bulbos, que llegó a rodar hasta en tres ocasiones, y que en esta primera ocasión protagonizó el propio Chicho, siendo su padre el encargado de protagonizarlo en la versión española y la posterior entrega argentina de los años 70.
Un año después, cuando Chicho viajó a España con intención de trabajar en Televisión Española, llevó consigo uno de los capítulos rodados en Argentina para dicha serie, concretamente el episodio piloto, para mostrarlo a los directivos de la cadena que decidieron emitirlo para saber la reacción del público, la cual fue bastante buena, lo que le permitió comenzar a trabajar en televisión primero dirigiendo algunos programas de Estudio 3 y La historia de San Michele, y más tarde adaptando la serie argentina en España, contando con la interpretación de su padre en muchos de los episodios.
La serie comenzaba con una apertura que mostraba unas burbujas en ebullición seguido de un rayo que formaba las letras del título, y se emitieron alrededor de 13 episodios durante 1964 y 1965, (unos 9 en la versión argentina del 62) de los cuales actualmente solo se conserva el programa titulado NN23, aunque en verano de 2017 se anunció el hallazgo del episodio piloto en los archivos de Prointel, la productora de Chicho, episodio que se conserva gracias a que Chicho lo trajo desde Argentina para mostrarlo en TVE. Como curiosidad, se cuenta que el propio Francisco Franco estuvo enganchado al programa Los Bulbos.
Pero no fue hasta la emisión de un especial titulado El Último Reloj para la serie de suspense Tras la puerta cerrada, que se adentraría en el terreno que lo haría famoso en España, el terror. Era una versión de un episodio argentino perteneciente a la serie Obras maestras del terror, y que también apareció como parte de la película del mismo título, escritos ambos por Chicho, y adaptado de un relato de Edgar Allan Poe. Con ese especial comenzaría lo que poco después sería la serie Historias para no dormir.

## Argumento
La serie se compuso de episodios independientes en los que se escenificaban relatos de ciencia ficción de autores consagrados como Ray Bradbury , Heinlein o Mann Rubin así como guiones originales, entre otros, del propio Ibáñez Serrador.

## Equipo artístico
Junto a Ibáñez Serrador que, además de dirigir y escribir los guiones (bajo el seudónimo de Luis Peñafiel), presentaba cada episodio al estilo de Alfred Hitchcock o Rod Serling, la serie contó con un notable plantel de actores, encabezados por el propio padre del creador, Narciso Ibáñez Menta.
La música fue compuesta por Waldo de los Ríos.

## Episodios
La serie argentina comenzó el 4 de agosto de 1962:
1-El hombre que vendió su risa (4 de agosto de 1962)
2-H. Newman, doctor en medicina (11 de agosto de 1962)
3-Entre los muertos (1.º parte) (18 de agosto)
4-Entre los muertos (2.º parte) (25 de agosto)
5-La zorra y el bosque (1 de septiembre de 1962)
6-La tercera expedición (8 de septiembre de 1962)
7-Los bulbos (1ª parte) (15 de septiembre de 1962)
8-Los bulbos (2ª parte) (22 de septiembre de 1962)
9-Los bulbos (3ª parte) (29 de septiembre de 1962)

## La serie en DVD
Actualmente solo se ha editado el episodio NN23 como parte del pack de Historias para no dormir distribuido por Vellavisión a partir del 19 de mayo de 2008. Aparece en el segundo DVD de la colección.
También aparece un episodio titulado El fin empezó ayer, que se rodó en 1982 como parte de la nueva entrega de Historias para no dormir y que era una versión del episodio H. Newman, Doctor en Medicina perteneciente a Mañana puede ser verdad.